# Carmen Vicente Cabañas
Carmen Vicente Cabañas, es una deportista española nacida en Las Palmas de Gran Canaria en el año 1987. Es Licenciada en Ciencias de la Facultad Física y del Deporte por la Universidad de Las Palmas de Gran Canaria, posee un máster en Especialización Directiva y otro como Profesora, es  Técnico en Nutrición deportiva y Entrenadora de CrossFit Level 2 entre otros.

## Palmarés

### Campeonatos del mundo
- Medalla de Plata*  en la categoría Kumite equipo femenino absoluto. Campeonato del mundo. Belgrado, noviembre de 2010.
- Medalla de Plata*  en la categoría Kumite equipo femenino absoluto. Campeonato del mundo. Tokio (Japón). 2008.
- Medalla de Oro*  en la categoría Kumite -60 kg en el Campeonato del mundo Júnior. Estambul. Octubre de 2007.
- Medalla de Plata*  en la categoría Kumite Equipos en el Campeonato del mundo Júnior. Estambul. Octubre 2007.
- Medalla de Bronce*  en la categoría Kumite -60 kg en el Campeonato del mundo Universitario. Agosto 2006.
- Medalla de Bronce*  en la modalidad Kumite Júnior -60 kg en el Campeonato del mundo en Limassol (Chipre). Noviembre 2005.

### Campeonatos en Europa
- Medalla de Oro*  en la categoría Kumite individual -61 kg Campeonato. de Europa Sénior. Atenas, mayo de 2010.
- Medalla de Oro*  en la categoría Kumite equipo Femenino Absoluto Campeonato de Europa Sénior. Atenas, mayo de 2010.
- Medalla de Oro*  en la categoría Kumite equipo Femenino Absoluto Campeonato de Europa Sénior. Zagreb (Croacia). 2009.
- Medalla de Oro*  en la categoría Kumite -60 kg en el Campeonato de Europa Sénior. Tallin, mayo de 2008.
- Medalla de Oro*  en la categoría Kumite Equipos en el Campeonato de Europa Sénior. Tallin, mayo de 2008.
- Medalla de Oro*  en la categoría Kumite Equipos en el Campeonato de Europa de Regiones. Serbia, junio de 2007.
- Medalla de Oro*  en la categoría Kumite Equipos en el Campeonato de Europa Sénior. Bratislava, mayo de 2007.
- Medalla de Bronce*  en la categoría Kumite -60 kg en el Campeonato de Europa Sénior. Bratislava, mayo de 2007.
- Medalla de Oro*  en la categoría Kumite -60 kg en el Campeonato Europa Cadete-Junior. Turquía, febrero de 2007.
- Medalla de Oro*  en la categoría Kumite Equipos en el Campeonato Europa Cadete-Junior. Turquía, febrero de 2007.
- Medalla de Bronce*  en la modalidad de Kumite por Equipos en el Campeonato de Europa de Regiones. París (Francia), junio de 2006.
- Medalla de Oro*  en la categoría Kumite -60 kg en el Campeonato de Europa Absoluto. Stavanger (Noruega), mayo de 2006.
- Medalla de Bronce*  en la categoría Kumite por equipos en el Campeonato de Europa Absoluto. Stavanger (Noruega), mayo de 2006.
- Medalla de Bronce*  en la categoría Kumite -60 kg en el Campeonato de Europa Júnior. Podgorica (Montenegro), febrero de 2006.

### Campeonatos nacionales
- Medalla de Oro*  en la modalidad de Kumite individual -61 kg en el Campeonato de España Sénior celebrado en Salou (Tarragona). Marzo 2010.
- Medalla de Bronce*  en la modalidad de Kumite por equipos, en el Campeonato de España celebrado en Salou (Tarragona). Marzo 2010.
- Medalla de Oro*  en la modalidad de Kumite por equipos, en el Campeonato de España de Clubes celebrado en Madrid, los días 24-25 de mayo de 2008.
- Medalla de Bronce*  en la modalidad de Kumite por equipos, en el Campeonato de España de Clubes celebrado en Estepona (Málaga), los días 24-25 de mayo de 2009
- Medalla de Oro*  en la modalidad de Kumite individual -61 kg en el Campeonato de España Sénior celebrado en Madrid, los días 28-29 de marzo de 2009.
- Medalla de Oro*  en la modalidad de Kumite por equipos, en el Campeonato de España de Clubes celebrado en Madrid, los días 24-25 de mayo de 2008.
- Medalla de Oro*  en la modalidad de Kumite Open Femenino, en el Campeonato de España Universitario celebrado en Madrid, los días 19-20 de mayo de 2008.
- Medalla de Oro*  en la modalidad de Kumite -60 kg en el Campeonato de España Universitario celebrado en Madrid, los días 19-20 de mayo de 2008
- Medalla de Bronce*  en la categoría Kumite Equipos Femenino en el Campeonato España Sénior. 15-16 de marzo de 2008
- Medalla de Oro*  en la categoría Kumite Equipos Femenino en el Campeonato España Sénior. 17-18 de marzo de 2007
- Medalla de Oro*  en la categoría Kumite -60 kg en el Campeonato España Sénior. 17-18 de marzo de 2007.
- Medalla de Oro*  en la categoría Kumite -60 kg en el Campeonato España Cadete Júnior. Enero 2007.
- Medalla de Plata*  en la categoría Kumite Equipos en el Campeonato España Cadete Júnior. Enero 2007.
- Medalla de Bronce*  en la modalidad Kumite Sénior Open en la X Copa de España celebrada en Santander en noviembre de 2005.
- Medalla de Oro*  en la modalidad de Kumite por equipos, en el Campeonato de España de Clubes celebrado en Málaga, 20-21 de mayo de 2006.
- Medalla de Oro*  en la modalidad de Kumite Open Femenino, en el Campeonato de España Universitario celebrado en Madrid, los días 13-14 de mayo de 2006.
- Medalla de Bronce*  en la modalidad de Kumite -60 kg en el Campeonato de España Universitario celebrado en Madrid, los días 13-14 de mayo de 2006.
- Medalla de Oro*  en la modalidad de Kumite -60 kg en el Campeonato de España Sénior celebrado en Madrid (Pinto), los días 24 y 25 de marzo de 2006.
- Medalla de Bronce*  en la modalidad de Kumite Equipos, en el Campeonato de España Sénior celebrado en Madrid (Pinto), los días 24 y 25 de marzo de 2006.
- Medalla de Oro*  en la modalidad de Kumite -60 kg en el Campeonato de España Júnior celebrado en Alcobendas (Madrid), el 21 y 22 de enero de 2006.
- Medalla de Oro*  en la modalidad de Kumite por equipos, en el Campeonato de España Sénior celebrado en Pamplona (Navarra), en abril de 2005.
- Medalla de Oro*  en la modalidad de Kumite por equipos, en el Campeonato de España de Clubs celebrado en Alcobendas (Madrid), en mayo de 2005.
- Medalla de Oro*  en la modalidad de Kumite por equipos, en el Campeonato de España Clubes celebrado en Zaragoza, en mayo de 2004.
- Medalla de Oro*  por equipos en categoría cadete/júnior en el Trofeo Ciudad de Zaragoza, celebrado en Zaragoza el 7 de noviembre de 2004.
- Medalla de Plata*  en el Open categoría júnior en el Trofeo Ciudad de Zaragoza, celebrado en Zaragoza el 7 de noviembre de 2004.
- Medalla de Oro*  en la modalidad de Kumite –55 kg categoría cadete, en el Campeonato de España cadete/júnior celebrado en Madrid, los días 23-24 de enero de 2004.
- Medalla de Bronce*  en la modalidad de Kumite –55 kg categoría cadete en el Campeonato de España cadete/júnior celebrado en Burgos, los días 1 y 2 de febrero de 2003.

### Trofeos internacionales
- Medalla de Oro*  en el Campeonato Internacional OPEN DE MOSCÚ. Noviembre de 2010.
- Medalla de Oro*  en el Campeonato Internacional del OPEN DE LAS AMÉRICAS celebrado en la República Dominicana. Junio 2010.
- Medalla de Plata*  por equipos en el Campeonato Internacional VILLA DE MADRID. Abril 2010.
- Medalla de Plata*  en la categoría -61 kg en el OPEN DE PARÍS, enero de 2010.
- Medalla de Oro*  en la XII COPA DE ESPAÑA DE KÁRATE (Tenerife), noviembre de 2009.
- Medalla de Bronce*  en los XVI JUEGOS DEL MEDITERRÁNEO Kumite -61 kg, junio de 2009
- Medalla de Oro*  en el X OPEN DI ITALIA modalidad Kumite individual Monza (Italia), abril de 2009.
- Medalla de Plata*  en el INTERNACIONAL CIUDAD DE LA LAGUNA modalidad Kumite Equipos, La Laguna (Tenerife). Octubre 2008.
- Medalla de Oro*  por equipos en la modalidad de Kumite Sénior, en el TROFEO INTERNACIONAL DE ZARAGOZA. Noviembre 2007.
- Medalla de Oro*  en el INTERNACIONAL CIUDAD DE LA LAGUNA modalidad Kumite Equipos, 14 de abril de 2007, La Laguna (Tenerife).
- Medalla de Oro*  en el INTERNACIONAL CIUDAD DE LA LAGUNA modalidad Kumite Equipos, 14 de abril de 2007, La Laguna (Tenerife).
- Medalla de Oro*  por equipos en la modalidad de Kumite Júnior, en el TROFEO INTERNACIONAL DE ZARAGOZA. Octubre de 2005.
- Medalla de Plata*  por equipos y medalla de bronce individual en la modalidad Kumite Júnior y Open en el TROFEO INTERNACIONAL DE IBIZA. Octubre de 2005.
- Medalla de Oro*  por equipos en la modalidad de Kumite Sénior, en el I TORNEO INTERNACIONAL DE MADEIRA. Abril 2005.

## Otros reconocimientos
- Mejor deportista femenino 2010 de Las Palmas otorgado por la Asociación de Periodistas Deportivos.
- Mejor deportista de Canarias 2010 otorgado por la Dirección General de Deportes.
- Mejor deportista de Gran Canaria 2010 otorgado por el Cabildo de Gran Canaria y el Instituto Insular de Deportes.

- Datos: Q2939629
- Multimedia: Carmen Vicente Cabañas / Q2939629